# 잔나트 주바이르 라마니
잔나트 주바이르 라마니(힌디어: जन्नत जुबैर रहमानी, 2002년 8월 29일 ~ )는 인도의 배우이다.